# حفل توزيع جوائز الأوسكار السابع والأربعون
حفل توزيع جوائز الأوسكار السابع والأربعون (بالإنجليزية: 47th Academy Awards)‏ هو حدث نظمته أكاديمية فنون وعلوم الصور المتحركة لتكريم أفضل الأفلام لسنة 1974. أقيم الحفل بتاريخ 8 أبريل، 1975 في جناح دوروثي تشاندلر، لوس أنجلوس. قامت شبكة هيئة الإذاعة الوطنية ببثّ الحفل، وقدّمه سامي ديفيس الابن، بوب هوب، شيرلي ماكلين، فرانك سيناترا. في هذه الدورة، فاز فيلم العراب: الجزء الثاني بجائزة أفضل فيلم، وحاز الممثّل آرت كارني على جائزة أفضل ممثّل، ونالت الممثلة إلين بورستين جائزة أفضل ممثّلةٍ، وكانت جائزة الأوسكار لأفضل مخرج من نصيب المخرج فرانسيس فورد كابولا.
أكثر الأفلام ترشيحاً للحصول على جوائز كان فيلم الحي الصيني والعراب: الجزء الثاني حيث تلقّى 11 ترشيحاً، بينما أكثرها فوزاً كان فيلم العراب: الجزء الثاني حيث فاز بـ 6 جوائز.

## الجوائز
- جائزة أفضل فيلم:

العراب: الجزء الثاني
- جائزة أفضل مخرج:

فرانسيس فورد كابولا
- جائزة أفضل ممثّل:

آرت كارني
- جائزة أفضل ممثّلة:

إلين بورستين
- جائزة أفضل ممثّل مساعد:

روبرت دي نيرو
- جائزة أفضل ممثّلة مساعدة:

إنغريد برغمان
- جائزة أفضل سيناريو مقتبس:

العراب: الجزء الثاني - ماريو بوزو وفرانسيس فورد كوبولا
- جائزة أفضل موسيقى تصويريّة:

غاتسبي العظيم والعراب: الجزء الثاني
- جائزة أفضل تأثيرات بصريّة:

الزلزال
- جائزة أفضل خلط أصوات:

الزلزال

## وصلات خارجية
- حفل توزيع جوائز الأوسكار السابع والأربعون على موقع IMDb (الإنجليزية)
- حفل توزيع جوائز الأوسكار السابع والأربعون على موقع ميوزك برينز (الإنجليزية)
- الموقع الرسمي لجوائز الأكاديمية.
- الموقع الرسمي لأكاديمية فنون وعلوم الصور المتحركة.
- قناة جوائز الأوسكار على موقع يوتيوب (تُديره أكاديمية فنون وعلوم الصور المتحركة).
- مقتطفات فيديو من أكاديمية فنون وعلوم الصور المتحركة.